# Little Mountain, British Columbia
Little Mountain är ett berg i Kanada.   Det ligger i provinsen British Columbia, i den sydvästra delen av landet, 3 500 km väster om huvudstaden Ottawa. Toppen på Little Mountain är 127 meter över havet, eller 65 meter över den omgivande terrängen. Bredden vid basen är 13,4 km.
Terrängen runt Little Mountain är huvudsakligen platt. Little Mountain ligger uppe på en höjd som går i öst-västlig riktning.Runt Little Mountain är det mycket tätbefolkat, med 1 177 invånare per kvadratkilometer.. Närmaste större samhälle är Vancouver, 0,97 km norr om Little Mountain. 
Runt Little Mountain är det i huvudsak tätbebyggt.